# Hieracium cuspidellum
Hieracium cuspidellum es una especie de planta con flor del género Hieracium, de la familia Asteraceae, orden Asterales.

## Distribución
Hieracium cuspidellum se distribuye por Rusia.

## Taxonomía
Fue descrita científicamente por (Pohle & Zahn) Üksip. Fue publicada en Kom., Fl. SSSR.